# Gare de Foug
La gare de Foug est une gare ferroviaire française de la ligne de Noisy-le-Sec à Strasbourg-Ville (ligne Paris - Strasbourg), située sur le territoire de la commune de Foug, dans le département de Meurthe-et-Moselle, en région Grand Est.
Elle est mise en service en 1852 par la Compagnie du chemin de fer de Paris à Strasbourg qui devient la Compagnie des chemins de fer de l'Est en 1854. C'est une halte ferroviaire de la Société nationale des chemins de fer français (SNCF) desservie par des trains TER Grand Est.

## Situation ferroviaire
Établie à 239 m d'altitude, la gare de Foug est située au point kilométrique (PK) 312,613 de la ligne de Noisy-le-Sec à Strasbourg-Ville, entre les gares de Pagny-sur-Meuse et de Toul.

## Histoire
La station de Foug est mise en service le 19 juin 1852 par la Compagnie du chemin de fer de Paris à Strasbourg, lorsqu'elle ouvre à l'exploitation la section de Commercy à Frouard de sa ligne de Paris à Strasbourg.
Le bâtiment voyageurs date de 1852.
Il s'agit d'un bâtiment de type 5 comportant deux ailes basses de deux travées.
Il est désormais à l'abandon, depuis que la gare de Foug a été rétrogradée en halte sans personnel.

## Fréquentation
De 2015 à 2024, selon les estimations de la SNCF, la fréquentation annuelle de la gare s'élève aux nombres indiqués dans le tableau ci-dessous.
| Année     | 2015   | 2016   | 2017  | 2018  | 2019  | 2020  | 2021  | 2022  | 2023   | 2024  |
| --------- | ------ | ------ | ----- | ----- | ----- | ----- | ----- | ----- | ------ | ----- |
| Voyageurs | 10 217 | 10 024 | 9 859 | 7 761 | 7 974 | 6 301 | 6 388 | 8 384 | 10 238 | 9 672 |

## Service des voyageurs

### Accueil
Halte SNCF, c'est un point d'arrêt non géré (PANG) à entrée libre.

### Desserte
Foug est desservie par des trains TER Grand Est qui effectuent des missions entre les gares : de Nancy-Ville et de Bar-le-Duc.

### Intermodalité
Un parking pour les véhicules y est aménagé.